# Cars (Film)
Cars ist ein Animationsfilm von Pixar aus dem Jahr 2006. Es ist der erste Film, an dem John Lasseter seit Toy Story 2 (1999) wieder als Regisseur und nicht nur als Produzent mitgearbeitet hat. Offizieller Kinostart in Deutschland war der 7. September 2006.
In Cars sind alle Akteure Autos, die sich wie Menschen bzw. Tiere benehmen. Menschen kommen im Film nicht vor. Am 28. Juli 2011 erschien in Deutschland die Fortsetzung des Filmes, Cars 2. Darüber hinaus entstanden zwischen 2008 und 2011 unter dem Titel Cars Toon – Hooks unglaubliche Geschichten eine Reihe von computeranimierten Kurzgeschichten, die im Stil des Films gehalten sind und zum Teil als Vorfilm zu anderen Pixarproduktionen im Kino und im Fernsehen zu sehen waren bzw. sind. Der dritte Teil der Filmreihe kam 2017 unter dem Titel Cars 3: Evolution in die Kinos.

## Handlung
Nachdem es beim letzten Rennen um den „Piston Cup“ ein dreifaches Unentschieden gab, muss „Lightning McQueen“, ein sprechendes NASCAR-Auto, zu einem Entscheidungsrennen nach Los Angeles. Auf dem Weg wird er aber nachts von seinem Transport-LKW getrennt. Er muss somit allein nach Kalifornien finden. Orientierungslos (wie alle realen NASCAR-Autos hat er keine Scheinwerfer) landet er auf der Route 66 in „Radiator Springs“, wo er versehentlich die einzige Dorfstraße zerstört. Er wird dazu verurteilt, diese zu reparieren.
Während er damit beschäftigt ist, freundet er sich mit Hook, einem Abschleppwagen, an. Außerdem verliebt er sich in Sally, einen Porsche. Sie erklärt ihm, wie lebendig Radiator Springs früher war, durch eine neue Interstate aber alle Kundschaft verloren hat und von der Landkarte verschwunden ist. Sally war eine erfolgreiche Anwältin in L.A. Sie ist vor dem Großstadtleben geflüchtet und lebt hier wegen der beeindruckenden Landschaft. Es kommt auch zum Konflikt mit Doc Hudson, der früher selbst ein berühmter Rennwagen war. Nach einem schweren Unfall wurde er von seinem Rennstall nicht mehr akzeptiert, weshalb er Rennwagen wie Lightning zuerst mit Verachtung betrachtet. Als die Straße fertig ist, hat sich Lightning mit allen Bewohnern des Dorfes angefreundet und möchte eigentlich nicht mehr weg. Die Medien und sein Rennteam finden ihn aber wieder, da Doc Hudson sie angerufen hat, und holen ihn zu dem großen Rennen ab.
Mack und die Medien holen schließlich McQueen ein, um ihn zum bevorstehenden Rennen nach Los Angeles zu bringen. Während des Rennens ist Lightning zuerst unkonzentriert und liegt weit hinten, da er immer wieder an Radiator Springs zurückdenkt. Plötzlich stellt er aber fest, dass seine Freunde mit an der Box und ihm zur Seite stehen. Mit dieser Unterstützung geht er in Führung und ist nah dran zu gewinnen, als sein Konkurrent „King“, für den dies das letzte Rennen vor dem Ruhestand ist, aus dem Rennen geworfen wird. Statt den schon sicheren Sieg für sich in Anspruch zu nehmen, hält Lightning an und schiebt den stark beschädigten King über die Ziellinie, damit er sein letztes Rennen beenden kann. So verliert er zwar den Piston Cup, gewinnt jedoch den Respekt aller anderen Autos und verhindert, dass den King dasselbe Schicksal ereilt wie dereinst Doc Hudson.
Nachdem Lightning sein neues Rennhauptquartier in Radiator Springs eröffnet hat, wird auch der Ort wieder bekannt und beliebt. Zudem eröffnet er zusammen mit Sally das früher sehr beliebte Auto-Hotel „Wheel Well“ wieder.

## Synchronisation
Die Synchronisation entstand im Auftrag der Film- & Fernseh-Synchron in München. Das Dialogbuch stammt von Benedikt Rabanus, welcher zusammen mit Kai Taschner Dialogregie führte.
| Rolle                                | Originalsprecher    | Deutscher Sprecher      | Auto                                            |
| ------------------------------------ | ------------------- | ----------------------- | ----------------------------------------------- |
| Lightning McQueen                    | Owen Wilson         | Daniel Brühl            | NASCAR-Rennauto (für den Film gemacht)          |
| Sally                                | Bonnie Hunt         | Bettina Zimmermann      | 2002 Porsche 911 Carrera [996]                  |
| Doc Hudson                           | Paul Newman         | Friedrich Schoenfelder  | 1951 „Fabulous“ Hudson Hornet                   |
| Hook (orig. Mater)                   | Larry the Cable Guy | Reinhard Brock          | 1955 Chevrolet Task-Force 3800                  |
| Luigi                                | Tony Shalhoub       | Rick Kavanian           | 1960 Fiat Nuova 500                             |
| Guido                                | Guido Quarino       | Marcantonio Moschettini | 1955 VESPA-Gabelstapler                         |
| Flo                                  | Jenifer Lewis       | Sandra Schwittau        | 1957 Motorama Show Car (für den Film gemacht)   |
| Sarge                                | Paul Dooley         | Ekkehardt Belle         | 1942 Willys MB „Jeep“                           |
| Sheriff                              | Michael Wallis      | Jochen Striebeck        | 1949 Mercury Club Coupe (Polizeiversion)        |
| Bully (orig. Fillmore)               | George Carlin       | Helmfried von Lüttichau | 1960 VW T1-Bus                                  |
| Lizzie                               | Katherine Helmond   | Nadja Tiller            | 1923 Ford Modell T                              |
| Ramone                               | Cheech Marin        | Gudo Hoegel             | 1959 Chevrolet Impala                           |
| Red                                  | Joe Ranft           | Joe Ranft               | 1960 Seagrave Feuerwehrwagen                    |
| Chick Hicks                          | Michael Keaton      | Christian Tramitz       | 1986 Buick Regal Coupe                          |
| Strip „The King“ Weathers            | Richard Petty       | Niki Lauda              | #43 Plymouth Superbird                          |
| Mrs. King                            | Lynda Petty         | Eva Maria Bayerwaltes   | 1974 Mercury Marquis Colony Park                |
| Tex Dinoco                           | H. A. Wheeler       | Norbert Gastell         | 1976 Cadillac DeVille Coupe                     |
| Mack                                 | John Ratzenberger   | Hartmut Neugebauer      | 1980 Mack Superliner                            |
| Harv                                 | Jeremy Piven        | Hans-Georg Panczak      | Ford Granada                                    |
| Heiko Water (orig. Bob Cutlass)      | Bob Costas          | Heiko Waßer             | Oldsmobile Aurora (für den Film gemacht)        |
| Chris Dinner (orig. Darrell Cartrip) | Darrell Waltrip     | Christian Danner        | 1977 Chevrolet Monte Carlo                      |
| Kori Turbowitz                       | Sarah Clark         | Franziska van Almsick   | 1997 Ford Puma                                  |
| Klang (orig. Dusty)                  | Ray Magliozzi       | Mario Barth             | 1964 Dodge A100                                 |
| Kling (orig. Rusty)                  | Tom Magliozzi       | Oliver Kalkofe          | 1963 Dodge Dart V10                             |
| Fred                                 | Andrew Stanton      | Claus Brockmeyer        | Lada Nova                                       |
| Van                                  | Richard Kind        | Ulrich Frank            | 1997 Oldsmobile Silhouette                      |
| Minny                                | Edie McClurg        | Ulrike Jenni            | 1997 Ford Windstar oder 1996–2000 Dodge Caravan |
| Jay Limo                             | Jay Leno            | Walter von Hauff        | 2003 Lincoln Town Car                           |
| Mia                                  | Lindsey Collins     | Cora Schumacher         | 1990 Mazda MX-5                                 |
| Tia                                  | Elissa Knight       | Cora Schumacher         | 1990 Mazda MX-5                                 |
| Michael Schumacher                   | Michael Schumacher  | Michael Schumacher      | 2006 Ferrari F430                               |
| Mika Häkkinen (orig. Mario Andretti) | Mario Andretti      | Mika Häkkinen           | 1967 Ford Fairlane                              |
| Chuck Armstrong                      | Jess Harnell        | Benedikt Weber          | (Mood Springs #33)                              |
| Claude Scruggs                       | James Earl Jones    | Ingo Albrecht           | 1994 Buick Regal Coupe                          |
| Sven „Der Gouvernator“               | Jess Harnell        | Christian Tramitz       | AM General HUMVEE M1025                         |

In der österreichischen Kinofassung ist als Rennkommentator auch Heinz Prüller, der ehemalige Formel-1-Sportkommentator des ORF, zu hören.

## Soundtrack
Die Filmmusik (engl. Score) schrieb der Komponist Randy Newman. Folgende Stücke bilden den Soundtrack zu Cars. Die Titel des deutschen Soundtracks stehen in Klammern.
1. Real Gone – Sheryl Crow
2. Route 66 – Chuck Berry
3. Life Is a Highway – Rascal Flatts
4. Behind the Clouds – Brad Paisley
5. Our Town – James Taylor (Unsere Stadt – Ole Soul)
6. Sh-Boom – The Chords
7. Route 66 – John Mayer
8. Find Yourself – Brad Paisley
9. Opening Race – Score (Das Eröffnungsrennen)
10. McQueen’s Lost – Score (McQueen ist verschwunden)
11. My Heart Would Know – Hank Williams
12. Bessie – Score
13. Dirt Is Different – Score (Sand ist kein Asphalt)
14. New Road – Score (Die neue Straße)
15. Tractor Tipping – Score (Trecker-Erschrecker)
16. McQueen and Sally – Score (McQueen und Sally)
17. Goodbye – Score (Abschied)
18. Pre-Race Pageantry – Score (Showtime vor dem Rennen)
19. The Piston Cup – Score (Der Piston Cup)
20. The Big Race – Score (Das große Rennen)

## Kritik
„Detailverliebter Animationsfilm mit vielen witzigen Einfällen und skurrilen Nebenfiguren. Die Animatoren legten den Schwerpunkt konsequent auf die Mimik der virtuellen Blechgesellen. Das Bewegungsarsenal der lackierten ‚Gesichter auf Rädern‘ bleibt zwar aufs Vorwärts- und Rückwärtsfahren und das Gestikulieren mit den Reifen beschränkt, doch weckt diese Reduktion auf liebenswerte Weise Beschützerinstinkte.“

„Rauscht mit Vollgas mitten ins Herz.“

„Tricktechnisch atemberaubend wie gewohnt, sehr witzig, sehr niedlich. Und doch ist dieser auch der erste Pixar-Film mit kleinen Hängern“

„So ist ‚Cars‘ im Endeffekt einer der wenigen Pixar-Filme, den man nicht als absoluten Must-See einstufen müsste. Für einen unterhaltsamen Kinoabend ist er aber dennoch klar besser als die meisten Konkurrenz-Produktionen geeignet.“

„Mittels modernster Technologie wird eine Filmwelt erschaffen, in der die moderne Technik negativ konnotiert ist. Die Filmemacher der bisherigen Pixar-Filme vermieden diesen Spagat und sprachen die Thematik gar nicht erst an. Nur ist sie in Cars ein zentraler Bestandteil der Geschichte. John Lasseters Film gehört so zu den Animationsfilmen, die trotz spektakulären Bildern und wunderbarer kleiner Details nie so richtig in Fahrt kommen.“

## Auszeichnungen
- Golden Globe für den besten Animationsfilm
- Grammy für den Song Our Town
- Oscar-Nominierung für den besten Animationsfilm
- Oscar-Nominierung für den Song Our Town
- BAFTA-Nominierung für den besten Animationsfilm
- OFCS-Award-Nominierung
- Die Deutsche Film- und Medienbewertung FBW in Wiesbaden verlieh dem Film das Prädikat besonders wertvoll.

## Hintergründe
- Der Arbeitstitel des Films lautete Route 66, wurde 2002 aber in Cars geändert, damit der Film nicht mit der gleichnamigen Fernsehserie aus den 1960er Jahren verwechselt werden würde. Für die deutsche Fassung war ursprünglich der Titel Cars – Autos wie wir vorgesehen, inzwischen wird er aber auch in Deutschland nur noch unter dem Originaltitel vermarktet.
- Bei der Überfahrt nach Kalifornien gibt es auf der Interstate einen Cameo der Vögel aus Pixars Kurzfilm Der Vogelschreck (Originaltitel: For the Birds). Diese sind die einzigen nicht motorisierten Lebewesen im Film.
- In einer Szene beim Abschlussrennen ist der Pizza-Planet-Truck aus Pixars erstem Kinofilm Toy Story zu sehen, der seitdem in den meisten Pixarfilmen vorkommt.
- Die Handlung von Cars weist starke Parallelen zum Film Doc Hollywood mit Michael J. Fox auf.[13]
- Lightning und Hook vergnügen sich mit „Traktorschubsen“. Das verweist auf die urbane Legende des Kuhschubsens.
- Während der Produktion starb Joe Ranft, der als Co-Regisseur mitwirkte, bei einem Autounfall. Der Film wurde ihm gewidmet.
- Heiko Waßer und Christian Danner, die Formel-1-Kommentatoren von RTL, synchronisieren auch die Kommentatoren im Film.
- Das Städtchen Radiator Springs ist durch Originalorte an der Route 66 inspiriert worden. Das Städtchen und der Name wurden von Peach Springs, Arizona, inspiriert. Ramone’s Body Shop ist an das U-Drop_Inn in Shamrock, Texas, angelehnt. Der Brownlee Diner in Glenrio, Texas, gehört ebenso zu den Gebäudevorbildern wie das Midpoint Café an der Route 66 in Adrian, Texas, das die Inspiration für Flo’s V-8 Café bildete. Vorbild für die Figur des Hook (Tow Mater) war ein alter, rostiger L-170 Truck der Firma International Harvester. Er steht als Dekoration vor dem Four Women on the Route Diner an der Main Street von Galena, Kansas.
- Der Disney-Film Planes spielt im selben Serienuniversum wie Cars, wurde allerdings nicht von Pixar produziert.
- Strip „The King“ Weathers wird im Deutschen vom dreifachen Formel-1-Weltmeister Niki Lauda gesprochen, die Hauptfigur Lightning McQueen von Daniel Brühl, der später Lauda in dessen Filmbiografie Rush – Alles für den Sieg darstellte.
  - Im Finnischen wird der King vom zweifachen Formel-1-Weltmeister Mika Häkkinen gesprochen, der im Deutschen sich selbst (in der Originalfassung Mario Andretti) sprach.
- Das Budget für diesen Film betrug 120 Mio. US-Dollar, das Einspielergebnis weltweit rund 462 Mio. US-Dollar.[14]
- 2006 gab es eine brasilianische Computeranimationsreihe über eine Welt, in der nur Autos leben, mit dem Titel The Little Cars. Diese weist starke Parallelen zum Film Cars auf, ist aber stärker für Kinder ausgelegt. In Deutschland erschien diese Serie nur auf DVD.

## Fortsetzungen
Es erschienen zwei Fortsetzungen des Films: Cars 2 (2011) und Cars 3: Evolution (2017).